# Phyllachora paramo-nigra
Phyllachora paramo-nigra är en svampart som beskrevs av Chardón 1934. Phyllachora paramo-nigra ingår i släktet Phyllachora och familjen Phyllachoraceae.   Inga underarter finns listade i Catalogue of Life.